# Mäntyvaara (kulle i Finland, Lappland, Norra Lappland)
Mäntyvaara är en kulle i Finland.   Den ligger i den ekonomiska regionen Norra Lappland och landskapet Lappland, i den norra delen av landet, 800 km norr om huvudstaden Helsingfors. Toppen på Mäntyvaara är 282 meter över havet.
Terrängen runt Mäntyvaara är huvudsakligen platt.  Trakten runt Mäntyvaara är nära nog obefolkad, med mindre än två invånare per kvadratkilometer. Det finns inga samhällen i närheten. 